# 平手友梨奈
平手 友梨奈（ひらて ゆりな、2001年〈平成13年〉6月25日 - ）は、日本の女優、歌手、ダンサー、モデルであり、女性アイドルグループ欅坂46の元メンバーである。
愛知県出身。クラウドナイン所属。

## 略歴
中学生時代、バスケットボール部に所属していたが、部活動以外に目標がなく、他のことに挑戦し、何か目標に向かって全力で頑張りたいと考えていた。

### 欅坂46として
2015年、中学2年生時に芝居への興味もあり乃木坂46のファンである兄から勧められ自分を変えるべく欅坂46の1期生オーディションに応募。
オーディションではTHE ALFEEの「星空のディスタンス」を歌う。同曲は『MUSIC FAIR』で乃木坂46とTHE ALFEEが歌っている姿を観て知った。
2015年8月21日、欅坂46オーディションに合格。東京で寮生活を始める。
2016年3月30日、『Mac Fan』で初の単独表紙を務める。
2016年4月6日、欅坂46の1stシングル「サイレントマジョリティー」でセンターに。同シングルのカップリング曲「山手線」は初のソロ曲。
2016年7月、2016年12月、日刊スポーツ新聞社主催「第3回月刊AKB48グループ新聞アワード2016」で坂道MIP（坂道 Most Impressive Player）に選出される。
2017年、AKB48の47thシングル「シュートサイン」のカップリング曲「誰のことを一番 愛してる?」で坂道AKBとしてセンターに抜擢された。
2017年6月24日、欅坂46全国握手会・幕張メッセにおいて、午後7時40分頃、平手友梨奈・柿崎芽実が参加していた第1レーンに刃渡り12cmのナイフを所持していた男によって発炎筒が焚かれる事件が発生。
2017年12月31日、『第68回NHK紅白歌合戦』で「不協和音」のパフォーマンス中に過呼吸の症状が起きた鈴本美愉と志田愛佳が倒れ、平手もパフォーマンス中の右腕打撲により痙攣するという事態になる。。
2018年1月13日、右腕の上腕三頭筋損傷で全治1か月と診断されたことが発表され、同月31日と翌月1日に日本武道館で開催予定だった欅坂46の単独コンサートは、けやき坂46の単独公演（欅坂46の２DAYSを含めて３DAYS単独公演）に振り替えられた。
同年2月7日、『24h cosme』の新CM発表会で負傷を発表してから初めて公の場に登場。
同年7月20日から22日、コニファーフォレスト（山梨県富士吉田市富士急ハイランド施設内）で開催された野外ライブ『欅共和国2018』に出演し、前年大みそかの『NHK紅白歌合戦』以来初の単独ライブに出演。
2018年9月5日、千葉・幕張メッセで行われた『欅坂46 夏の全国アリーナツアー』最終公演中、ステージから転倒落下し、退場。軽い打撲と診断され、Wアンコールでステージに復帰。
2018年9月14日公開の『響-HIBIKI-』で映画初出演にして初主演。12月3日、同作品で「第31回日刊スポーツ映画大賞・石原裕次郎賞」の新人賞を受賞。
2018年12月21日、身体の調子が優れない状態が続いて精密検査を受けたところ、腰部打撲・左仙腸関節捻挫による仙腸関節不安定症、両手関節捻挫による遠位橈尺関節痛の診断を受けたため治療に専念し無理のない範囲で活動することが発表された。
2019年1月、第42回日本アカデミー賞新人俳優賞を受賞。
同年2月、第23回日本インターネット映画大賞 日本映画ニューフェイスブレイク賞を映画『響 -HIBIKI-』で受賞。
同年5月、第28回日本映画批評家大賞で新人女優賞を受賞。
同年8月16日からの『全国アリーナツアー2019』は右ひじ負傷のため一部出演を見合わせる。9月18日・19日に東京ドームで行われたツアー最終公演で復帰。
2020年1月23日、グループを脱退することが公式サイトで発表された。

### 欅坂46脱退後
2020年3月4日、自身の公式サイトを開設し、新たなアーティスト写真を公開。映画『さんかく窓の外側は夜』への出演が発表された。同年9月29日、「ANREALAGE（アンリアレイジ）」2021年春夏パリコレクションとして配信されたオープニング映像にモデルとして参加した。同年12月9日、フジテレビ系列『2020FNS歌謡祭 第2夜』に生出演し、自身が作曲にも参加したオリジナルのソロ曲「ダンスの理由」を初披露。同年12月22日、自身のYouTubeチャンネルを開設し、「ダンスの理由」のミュージックビデオを公開。同年12月25日、「ダンスの理由」を平手友梨奈1stデジタルシングルとして配信限定でリリースし、ソロアーティストとしてデビュー。
2021年4月放送ドラマ日曜劇場『ドラゴン桜（第2シリーズ）』に岩崎楓役として出演。同年6月18日、映画『ザ・ファブル 殺さない殺し屋』にヒナコ役として出演。
2022年7月期の『六本木クラス』ではヒロイン役で出演。2022年9月に行われた「夏ドラマで演技が光っていた女優ランキングベスト10」で1位となる。

#### NAECO所属時代
2022年12月21日、韓国の芸能プロダクションHYBEの日本本社であるHYBE JAPANが設立した新法人・新レーベル「NAECO」（ネイコ）に移籍したことを発表。
2023年2月27日、Weverseで自身初の公式コミュニティをオープンした。
2023年3月、サントリーフーズ クラフトボス TVCMに出演。
2023年7月18日、公式X (旧ツイッター)と公式インスタグラムを開設した。
2023年10月期の『うちの弁護士は手がかかる』ではヒロイン役でフジテレビ連ドラ初出演＆弁護士役に初挑戦。本作が移籍後、初のドラマ出演作となる。
2024年8月8日、所属事務所NAECOは、平手との専属契約を終了し、同年同月14日14時をもって、オフィシャルサイトとWeverseを終了することを発表した。

#### クラウドナイン所属時代
2024年8月16日、芸能事務所クラウドナインの代表取締役社長・千木良卓也が自身のXアカウントで、平手を椅子に縛り付けた画像とともに「ドタキャンされたら困るので拘束しておきました」と投稿し、同事務所での活動が予告された。
2024年9月1日、芸能事務所クラウドナインに所属することを正式発表。
2025年8月21日、ソロアーティストとして初のワンマンライブ　＜平手友梨奈1st　LIVE ＂零"＞Zepp DiverCity(TOKYO)で開催される。

## 人物

### 人柄
愛称は、てち、てちこ、てっちゃん、ひらてちゃん、ひらてち、ひーちゃん、ばぶ。チャームポイントは黒髪ショートカット。身長163 cm。血液型O型。
欅坂46結成時の最年少メンバー。同グループでの平手友梨奈は楽曲のイメージに合わせるため無表情やあまり笑わないといった印象を抱かれていたが、映画で共演した木村文乃から「皆に話しかけに行ってすごく楽しそうにケラケラ笑ってる」と言われる他、映画で共演した岡田准一の事を「岡っち」と呼び、岡田の「弟子」兼「友達」としているなど、世間から印象づけられているような「笑わない」ような人物ではなく、パフォーマンス外では、仲の良い相手だと人懐っこく、よく笑う人間である。

### 交友関係
歌舞伎俳優の市川染五郎とは友人。元は市川が平手のファンで対談を経て親しくなり、互いのライブや舞台を見に行く等、仕事面で刺激を受ける存在である。
『ドラゴン桜』で共演した南沙良とは出会って初日に意気投合しあだ名で呼び合う仲になった。
『響』で共演した北川景子とは映画公開後も北川の自宅に呼ばれるほど仲がよく、『さんかく窓の外側は夜』では北川からの申し出により共演を果たしている。

### 嗜好
好きな食べ物は茶碗蒸し、麺類、タコ、チョコパイ。好きなラーメンは醤油ラーメン。好きな寿司はアジ、エビ。好きな野菜はブロッコリー。好きな飲み物はサイダー。嫌いな食べ物はグリーンピース。
好きな映画は『海街diary』。好きなアニメ映画は『おおかみこどもの雨と雪』。好きなアニメは『名探偵コナン』『クレヨンしんちゃん』。影響を受けた作品は『クレヨンしんちゃん』。
好きなブランドはZARA、dazzlin。好きな靴はローファー。好きな香りはシトラス系。好きな色は緑、白、黒。好きな街は鎌倉、江の島。

### 趣味
趣味はお笑い番組を観ること、音楽を聴くこと。
お笑いで好きな番組は『しゃべくり007』。よく観る番組は『アメトーーク!』『金曜★ロンドンハーツ』。好きなお笑い芸人はNON STYLE、流れ星、GO!皆川、おかずクラブ、ハライチ、トレンディエンジェル、バンビーノ、ジャルジャル、みやぞん。初期にGO!皆川の「ウンチョコチョコチョコピー!」を披露したこともある。
音楽で好きな曲はE-girls「希望の光 〜奇跡を信じて〜」。よくカラオケで歌う曲は乃木坂46「今、話したい誰かがいる」。好きな乃木坂46のメンバーは生駒里奈、白石麻衣。好きなアーティストはマイケル・ジャクソン、Mrs. GREEN APPLE、サカナクション、西野カナ、ORANGE RANGE、SEKAI NO OWARI。

### 特技
特技はバスケットボール、バレエ、側転、逆上がり、風船を膨らませること。
バスケットボールは保育園の友達の影響で始め、小学2年生の時からクラブに所属、ポジションはセンターを務めていた。小学6年生の時、市の大会で優勝した経験もある。バスケットボールのボール回しが得意。
バレエは5歳から始め、12歳まで習っていた。その他、ピアノを4歳から習っていた経験もある。

## 作品

### シングル
欅坂46
- サイレントマジョリティー（2016年4月6日、SRCL-9035/41） - EAN 4988009125916。
- 手を繋いで帰ろうか（2016年4月6日、SRCL-9035/41） - EAN 4988009125930。
- 山手線（2016年4月6日、SRCL-9035/6） - EAN 4988009125916。
- 乗り遅れたバス（2016年4月6日、SRCL-9039/40） - EAN 4988009125930。
- キミガイナイ（2016年4月6日、 SRCL-9041） - EAN 4988009125954。
- 世界には愛しかない（2016年8月10日、SRCL-9147/53） - EAN 4988009130835。
- 語るなら未来を…（2016年8月10日、SRCL-9147/52） - EAN 4988009130835。
- 渋谷からPARCOが消えた日（2016年8月10日、SRCL-9147/8） - EAN 4988009130804。
- 二人セゾン（2016年11月30日、SRCL-9267/73） - EAN 4547366279375。
- 大人は信じてくれない（2016年11月30日、SRCL-9267/73） - EAN 4547366279375。
- 制服と太陽（2016年11月30日、SRCL-9267/73） - EAN 4547366279375。
- 夕陽1/3（2016年11月30日、SRCL-9273） - EAN 4547366279405。
- 不協和音（2017年4月5日、SRCL-9394/402） - EAN 4547366301281。
- W-KEYAKIZAKAの詩（2017年4月5日、SRCL-9394/402） - EAN 4547366301281。
- 微笑みが悲しい（2017年4月5日、SRCL-9394/5） - EAN 4547366301250。
- エキセントリック（2017年4月5日、SRCL-9402） - EAN 4547366301298。
- 風に吹かれても（2017年10月25日、SRCL9581/9） - EAN 4547366331639。
- 避雷針（2017年10月25日、SRCL9585/6） - EAN 4547366331653。
- ガラスを割れ!（2018年3月7日、SRCL-9736/44） - EAN 4547366350265。
- もう森へ帰ろうか?（2018年3月7日、SRCL-9736/44） - EAN 4547366350265。
- 夜明けの孤独（2018年3月7日、SRCL-9736/7） - EAN 4547366350265。
- アンビバレント（2018年8月15日、SRCL-9922/30） - EAN 4547366371079。
- Student Dance（2018年8月15日、SRCL-9922/30） - EAN 4547366371079。
- I'm out（2018年8月15日、SRCL-9922/3） - EAN 4547366371079。
- 黒い羊（2019年2月27日、SRCL-9983/91） - EAN 4547366383317。
- Nobody（2019年2月27日、SRCL-9983/4） - EAN 4547366383317。

坂道AKB
- 誰のことを一番 愛してる?（2017年3月15日、KIZM-90481/2） - EAN 4988003500702。

平手友梨奈
- 角を曲がる（2019年10月9日、配信限定）- 映画『響-HIBIKI-』主題歌。
- ダンスの理由（2020年12月25日、配信限定）
- かけがえのない世界（2021年9月24日、配信限定）
- 絶望の女神（2024年3月12日、配信限定）
- bleeding love（2024年10月16日、配信限定）
- ALL I WANT（2024年12月11日、配信限定）
- イニミニマイニモ（2025年3月19日、配信限定）

### アルバム
欅坂46
- 真っ白なものは汚したくなる（2017年7月19日、SRCL-9482/8） - EAN 4547366318463。

### 映像作品
- 平手友梨奈（2016年4月6日） - EAN 4988009125916。
- 平手友梨奈（2016年8月10日） - EAN 4988009130835。
- 平手友梨奈（2016年11月30日） - EAN 4547366279375。
- KEYABINGO!（2017年1月27日） - EAN 4988021715010。
- 平手友梨奈（2017年4月5日） - EAN 4547366301281。
- 徳山大五郎を誰が殺したか?（2017年6月7日） - EAN 4517331036388。
- グループ発展祈願の旅 〜埼玉編〜（2017年10月25日） - EAN 4547366331653。
- 残酷な観客達（2017年11月29日） - EAN 4988021715553。
- KEYABINGO!2（2017年12月22日） - EAN 4988021715522。
- 平手友梨奈 自撮りTV（2018年3月7日） - EAN 4547366350289。
- KEYABINGO!3（2018年6月29日） - EAN 4988021715874。
- 平手友梨奈×柿崎芽実 自撮りTV（2018年8月15日） - EAN 4547366371109。
- 欅共和国2017（2018年9月26日） - EAN 4547366376791。
- 欅坂46 特典映像「KEYAKI HOUSE」（2019年2月27日） - EAN 4547366383317。
- 響-HIBIKI-（2019年3月6日） - EAN 4988104120618。
- 欅共和国2018（2019年8月14日） - EAN 4547366417258。
- 欅坂46 LIVE at 東京ドーム 〜ARENA TOUR 2019 FINAL〜（2020年1月29日）- EAN 4547366438758。
- 欅共和国2019（2020年8月12日） - EAN 4547366462937。
- 欅坂46 ANNIVERSARY LIVE Director's Cut Collection（2020年10月7日） - EAN 4547366450224。
- 欅坂46 ARENA TOUR Director's Cut Collection（2020年10月7日） - EAN 4547366450231。
- さんかく窓の外側は夜（2021年7月2日） - EAN 4907953219502。
- ドラゴン桜(2021年版) DVD-BOX（2021年11月10日） - EAN 4562474229135。
- ザ・ファブル 殺さない殺し屋（2021年12月22日） - EAN 4988105107144, EAN 4988105079038。
- 風の向こうへ駆け抜けろ（2022年6月24日） - EAN 4988066240058, EAN 4988066240065。

## 出演
主演は役名を太字表記。

### テレビドラマ
- 徳山大五郎を誰が殺したか?（2016年7月17日 - 10月2日、テレビ東京） - 平手友梨奈 役[103]（※欅坂46主演）
- 残酷な観客達（2017年5月18日 - 7月20日、日本テレビ） - 葉山ゆずき 役[104]（※欅坂46主演）
- チア☆ダン 第2話（2018年7月20日、TBS） - MV『サイレントマジョリティー』出演
- ドラゴン桜 第2シリーズ（2021年4月25日 - 6月27日、TBS） - 岩崎楓 役[45]
- 風の向こうへ駆け抜けろ（2021年12月18日 - 25日、NHK総合） - 芦原瑞穂 役[105]
- 六本木クラス（2022年7月7日 - 9月29日、テレビ朝日） - ヒロイン・麻宮葵 役[106][107]
- うちの弁護士は手がかかる（2023年10月13日 - 12月22日、フジテレビ） - ヒロイン・天野杏 役[54][55]

### 配信ドラマ
- メゾンハーゲンダッツ 〜8つのしあわせストーリー〜（2022年1月7日 - 2月17日、YouTube） - 湊川七海 役[108]
- うちの弁護士は手がかかる #0（2023年10月13日 - 、FOD） - 天野杏 役[109]

### 映画
- 響-HIBIKI-（2018年9月14日、東宝） - 鮎喰響 役[25]
- さんかく窓の外側は夜（2021年1月22日[110][注 9]、松竹） - ヒロイン・非浦英莉可 役[112]
- ザ・ファブル 殺さない殺し屋（2021年6月18日[注 3]、松竹） - ヒロイン・佐羽ヒナコ 役[46][47]

### 音楽特番
- 2020 FNS歌謡祭 夏（2020年8月26日）[注 10][114]
- 2020 FNS歌謡祭 第2夜（2020年12月9日）[115]
- CDTVライブ!ライブ! 年越しスペシャル2020→2021（2020年12月31日-2021年1月1日）[116]
- 2021 FNS歌謡祭 夏（2021年7月14日）[117]
- 2021 FNS歌謡祭 第2夜（2021年12月8日）[注 11][118]
- MUSIC BLOOD（2022年4月1日）[119]

### ラジオ
- こちら有楽町星空放送局（2016年4月2日 - 2018年3月9日、ニッポン放送） - パーソナリティ[120][121]
- 平手友梨奈のGIRLS LOCKS!（2017年4月17日 - 2020年3月19日、TOKYO FM） - パーソナリティ[122][123][注 12]
- 平手LOCKS!（2021年4月23日 - 2022年12月23日、TOKYO FM） - パーソナリティ[124][注 13]
- ハローしあわせ。佐藤健・平手友梨奈のクリスマスラジオ presented by Haagen-Dazs（2021年12月17日、TOKYO FM） - パーソナリティ（佐藤健とWパーソナリティ）[125][126]

### CM
- NHK-ACジャパン共同キャンペーン「フリする女の子」（2016年） - 中学3年生 役[127][注 14]
- 24hコスメ（2018年2月 - ） - ブランドミューズ[21][128]
- ミルミル（ヤクルト）[129]
  - ミルミル「はじめよう」編（2018年9月10日 - ）[129]
  - ミルミルS「美しく生きる」編（2018年9月10日 - ）[129]
  - ミルミル / ミルミルS「はじめよう」編（2018年9月10日 - ）[129]
- デジタルハリウッド大学（2021年1月）[130]
- ハーゲンダッツジャパン
  - 「ごきげんにする方法」篇（2021年3月5日 - ）[131]
  - 「しあわせの秘訣」篇（2021年7月27日 - ）[132]
  - 「きもち 平手友梨奈」篇（2022年4月26日 - ）[133]
  - 「きもち ふたり」篇（2022年7月26日 - ）[134] - 佐藤健と共演
- サントリーフーズ クラフトボス「地球調査シリーズ 町おこし」篇（2023年3月3日 - ） - 宇宙人ヒラテ 役[注 4]
- HYBE JAPAN 星になれ ヴェーダの騎士たち「わたしよ、わたしを超えてゆけ。」（2024年4月1日 - ）[135]

### MV
- SEKAI NO OWARI『スターゲイザー』（2019年）[136]
- Mrs. GREEN APPLE『WanteD! WanteD!』（2020年）[137]

### イベント
- GirlsAward
  - GirlsAward 2016 AUTUMN/WINTER（2016年10月8日、国立代々木競技場第一体育館） - Ank Rouge[138]
  - GirlsAward 2017 SPRING/SUMMER（2017年5月3日、国立代々木競技場第一体育館） - one spo[139]
  - GirlsAward 2018 AUTUMN/WINTER（2018年9月16日、幕張メッセ1～3ホール） - 「響 -HIBIKI-」SPECIAL STAGE[140]
- 未確認フェスティバル 2017（2017年8月27日、STUDIO COAST） - 応援ガール[141]
- 東京ガールズコレクション
  - マイナビ presents TOKYO GIRLS COLLECTION 2019 AUTUMN/WINTER（2019年9月7日、さいたまスーパーアリーナ）[142]

## 書籍

### 雑誌連載
- LOVE berry（2016年1月、徳間書店） - モデル[143]
- 月刊バスケットボール（2016年3月25日、日本文化出版） - バスケ×アイドル[4]
- BRODY（2016年8月23日・12月23日・2017年4月22日、白夜書房） - 道のすゝめ[144]